# Lothar Rendulic
Lothar Rendulic (em croata:  Rendulić; 23 de outubro de 1887 – 17 de janeiro de 1971)   foi um comandante austríaco na Wehrmacht durante a Segunda Guerra Mundial. Rendulic foi um dos três austríacos que chegaram ao posto de Generaloberst (coronel-general) nas forças armadas alemãs. Os outros dois eram Alexander Löhr, nascido na Romênia, e Erhard Raus, da Morávia.
Rendulic foi julgado nos Julgamentos de Nuremberg subsequentes em 1948. Embora tenha sido absolvido das táticas deliberadas de terra arrasada na Finlândia durante a Guerra da Lapônia, ele foi condenado por matar reféns na Iugoslávia no Julgamento dos Reféns e preso. Após sua libertação em 1951, ele começou a escrever.

## Biografia
Rendulic nasceu em 1887 na Áustria em uma família militar de origem croata (Rendulić).  Ele estudou direito e ciência política em universidades de Viena e Lausanne; em 1907, foi admitido na Academia Militar Theresiana e comissionado como oficial do Exército Austro-Húngaro em 1910. Ele serviu durante a Primeira Guerra Mundial, de 1914 a 1918. Retornando à Universidade de Viena, Rendulic obteve seu doutorado em direito em 1920. Ele se juntou às recém-formadas Forças Armadas Austríacas e em 1932 se juntou ao banido Partido Nazista Austríaco. A partir de 1934, Rendulic serviu como adido militar na França e no Reino Unido. Em 1936, ele foi colocado na "lista de inativos temporários" por causa de sua filiação inicial ao Partido Nazista. 

## Segunda Guerra Mundial
Rendulic foi convocado para o Exército Alemão, como parte da Wehrmacht, em 1938, após a anexação da Áustria à Alemanha. Ele comandou a 14ª Divisão de Infantaria (23 de junho a 10 de outubro de 1940); a 52ª Divisão de Infantaria (1940-1942); e o XXXV Corpo (1942-1943), com o qual participou da Batalha de Kursk. De 1943 a 1944, Rendulic comandou o 2º Exército Panzer durante a Segunda Guerra Mundial na Iugoslávia. No início de 1944, Adolf Hitler ordenou que Rendulic elaborasse um plano para capturar o líder guerrilheiro iugoslavo Josip Broz Tito. No ataque resultante em Drvar, em 25 de maio de 1944, paraquedistas alemães invadiram o Quartel-General Supremo dos guerrilheiros em Drvar (oeste da Bósnia) em busca de Tito, mas não conseguiram capturá-lo, sofrendo pesadas baixas. 
A partir de junho de 1944, Rendulic comandou o 20º Exército de Montanha e todas as tropas alemãs estacionadas na Finlândia e na Noruega. Após a guerra, Rendulic foi acusado de ordenar a destruição da cidade finlandesa de Rovaniemi em outubro de 1944, supostamente como vingança contra os finlandeses por fazerem uma paz separada com a União Soviética. Em 1945, Rendulic serviu como comandante-chefe do Grupo de Exércitos da Curlândia, isolado no Bolsão da Curlândia na Frente Oriental; do Grupo de Exércitos Norte, no norte da Alemanha; e do Grupo de Exércitos Ostmark, na Áustria e na Tchecoslováquia. Enquanto comandava o Grupo de Exércitos Norte e tentava evitar a perda da Prússia Oriental, ele emitiu ordens para que qualquer soldado ileso encontrado em uma área de retaguarda fora da área de sua unidade fosse levado a uma corte marcial no local e fuzilado.  Além disso, um comandante de batalhão foi baleado por recuar sua unidade. 
Em 7 de maio de 1945, após a Ofensiva Soviética de Praga, Lothar Rendulic rendeu o Grupo de Exércitos Ostmark à 71ª Divisão de Infantaria do Exército dos EUA na Áustria. 

## Julgamento de crimes de guerra

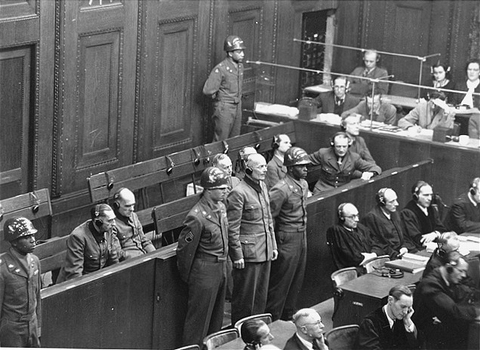
Lothar Rendulic é condenado no caso de reféns USHMM nº 16808

Após sua rendição, Lothar Rendulic foi internado e julgado no Julgamento dos Reféns em Nuremberg, por causa de seu envolvimento nas represálias da Wehrmacht contra civis na Iugoslávia e na política de terra arrasada na Lapônia. Em 19 de fevereiro de 1948, ele foi considerado culpado de crimes de guerra e sentenciado a vinte anos de prisão, embora tenha sido inocentado das acusações relativas ao incêndio da Lapônia. Com base nas recomendações do "Painel Peck", esta sentença foi posteriormente reduzida para dez anos e, em 1º de fevereiro de 1951, Rendulic foi libertado da prisão militar em Landsberg am Lech, na Baviera. 

## Vida posterior
Após sua libertação, ele trabalhou como autor e se envolveu na política local em Seewalchen am Attersee, na região de Salzkammergut, na Áustria. Ele morreu em Fraham, perto de Eferding, Áustria, em 17 de janeiro de 1971. 

## Prêmios e condecorações
- Cruz de Ferro (1914; 2ª Classe e 1ª Classe)
  - Fecho da Cruz de Ferro de 2ª Classe em 20 de setembro de 1939 e de 1ª Classe em 10 de outubro de 1939
- Cruz Germânica em Ouro em 26 de dezembro de 1941 como Generalmajor e comandante do 52ª Divisão de Infantaria [6]
- Cruz de Cavaleiro da Cruz de Ferro com Folhas de Carvalho e Espadas
  - Cruz de Cavaleiro em 6 de março de 1942 como Generalleutnant e comandante da 52ª Divisão de Infantaria [7]
  - 271ª Folhas de Carvalho em 15 de agosto de 1943 como General der Infanterie e comandante geral do XXXV Corpo do Exército [7]
  - 122º Espadas em 18 de janeiro de 1945 como Generaloberst e comandante-chefe do 20° Exército de Guerra [7]
- Crachá Dourado do Partido Nazista (19 de setembro de 1944) [8]

## Obras
- Gekämpft, gesiegt, geschlagen. Welsermühl Verlag, Wels and Heidelberg, 1952. 384 p.
- Glasenbach - Nürnberg - Landsberg. Ein Soldatenschicksal nach dem Krieg, Leopold Stocker Verlag, Graz, 1953. 222 p.
- Die unheimlichen Waffen: Atomraketen über uns. Lenkwaffen, Raketengeschosse, Atombomben, 1957.
- Weder Krieg noch Frieden. Eine Frage an die Macht. Welsermühl Verlag, Munich and Wels, 1961. 250 p.
- Soldat in stürzenden Reichen. Damm Verlag, 1965. 483 p.
- Grundlagen militärischer Führung, 1967
- Aus dem Abgrund in die Gegenwart. Verlag Ernst Ploetz, Wolfsberg, 1969. 259 p.